# Carlos Salas
Carlos Salas Pérez, född 10 oktober 1955, är en kubansk före detta volleybollspelare.
Salas blev olympisk bronsmedaljör i volleyboll vid sommarspelen 1976 i Montréal.